# لكمة الذيبة (حالمين)

تعديل مصدري - تعديل

لكمة الذيبة هي إحدى قرى عزلة حبيل الريدة بمديرية حالمين التابعة لمحافظة لحج، بلغ تعداد سكانها 223 نسمة حسب تعداد اليمن لعام 2004.